# Phoenix Lake-Cedar Ridge (Kalifornija)
Phoenix Lake-Cedar Ridge je naseljeno područje za statističke svrhe u američkoj saveznoj državi Kalifornija. Prema popisu stanovništva iz 2010. u njemu je živjelo. stanovnika.